# Lithosia insolata
Lithosia insolata är en fjärilsart som beskrevs av Dannatt 1929. Lithosia insolata ingår i släktet Lithosia och familjen björnspinnare. Inga underarter finns listade i Catalogue of Life.